# 北村サヨ
北村 サヨ（きたむら さよ、1900年1月1日 - 1967年12月28日）は、日本の宗教家。｢踊る宗教｣こと天照皇大神宮教の教祖。
山口県玖珂郡日積村（現柳井市日積）に出生。21歳の時に結婚を契機に山口県熊毛郡田布施町の北村家に嫁ぐ。自民党参議院議員の北村経夫は孫。

## 来歴
- 1900年1月1日朝、山口県玖珂郡日積村大里（現在の柳井市日積）の農家、浄土真宗門徒の浴本家の四女として生まれる。
- 1920年11月、山口県熊毛郡田布施町波野の北村清之進の家に嫁ぐ。
- 1922年3月、長男の北村義人を出産。義人は「若神様」と呼ばれ、のち、宗教法人天照皇大神宮教代表役員を務めた。
- 1942年7月、北村家の離れで不審火があり、その原因究明のために、祈祷師を訪問したり丑の刻参りを実践したりし始める。
- 1944年、祈祷師から生き神になると告げられ、5月4日に憑依現象を体験する（のち、それが天照皇大神宮という神であることが判明する）。5月10日には「名妙法連結経」を唱える。
- 1945年
  - 7月22日、北村家で初の説法を行う。
  - 8月12日、宇宙絶対神が降臨し神の国建国の神託を受けた、と発表。
- 1946年
  - 1月1日、神の国の紀元元年を創始。
  - 1月11日、宗教法人天照皇大神宮教を設立。
  - 2月10日、宇宙絶対神より「お祈りの詞」を授かった、と発表。
- 1948年9月8日、東京・数寄屋橋近くの数寄屋橋公園で無我の舞を行ない、「踊る宗教」として世の注目を浴びる[4]。月末には、共立講堂で歌説法による説法会を行う。
- 1950年2月、神の国の紀元節式典挙行。
- 1952年5月、前年のサンフランシスコ講和条約を受けて、ハワイへの進出を果たす。
- 1967年12月28日午後、本部道場敷地内の自宅にて死去。
- 1968年（紀元23年）1月1日、孫娘の北村清和（姫神様、1950年4月27日 - 2006年6月7日）が2代目教主となる。

## エピソード
- 太平洋戦争のことを本当の戦争とは認めず、神の国建国のための戦争はこれから始まるとしていた。
- 同郷の岸信介が巣鴨プリズンに収監された際、「10年以内に必ず内閣総理大臣になる」と予言しており[5]、実際に岸が首相になった後、そのことで両者が言葉を交わしたことがあったという。
- 「神芝居（かみしばい）の女役座（おんなやくざ）」を自称していた。
- サヨは「宗教で生活するな」「わしが金を持ってこいと言ったら離れろ」 と戒めていたといい、天照皇大神宮教も教えを伝える職業宗教家、即ち教団活動を生業（なりわい）とすることを禁止している。サヨも普段は北村家の田畑で野良仕事を行い、農婦として生活していたという。

## 親族
- 北村義人 - 長男。「若神様」。宗教法人天照皇大神宮教の元代表役員。田布施町議会議員、同議長[1]、山口県ふるさとづくり県民会議会長[6]、山口県公安委員会委員[7]、同委員長[8]などの公職を歴任した。2007年7月14日、死去[9]。
- 北村清和 - 義人の長女。1950年4月27日生まれ。サヨの死後、1968年1月1日に2代目教主となる。2006年6月7日、死去[10]。
- 北村経夫 - 義人の子。1955年1月5日生まれ。産経新聞社に勤務したのち、2013年に参議院議員に初当選した。